# دير راهبات صهيون
دير راهبات صهيون هو دير كاثوليكي روماني تابع لمجمع نوتردام دي سيون، يقع بالقرب من الطرف الشرقي لطريق الآلام في البلدة القديمة في القدس. بنى الدير عام 1857 على يد ماري ألفونس راتيسبون.  يتضمن الموقع كنيسة إيس هومو، المعروفة أيضًا باسم كنيسة إيتشي هومو، والتي سميت باسم خطاب Ecce Homo لبيلاطس البنطي والذي يُعتقد تقليديًا أنه حدث على الرصيف أسفل الكنيسة.

## تاريخ
في القرن الأول قبل الميلاد، بنى هيرودس الكبير بركة كبيرة في الهواء الطلق. في القرن الثاني، أضاف الإمبراطور الروماني هادريان قبوًا مقوسًا لتمكين وضع الرصيف فوق المسبح، مما جعله صهريجًا مكعبًا كبيرًا لتجميع مياه الأمطار من المزاريب في مباني المنتدى. على السطح، بنى هادريان بوابة ثلاثية الأقواس كمدخل إلى المنتدى الشرقي لإيليا كابيتولينا في القدس. القوس الشمالي محفوظ تحت حنية كنيسة إيس هومو.

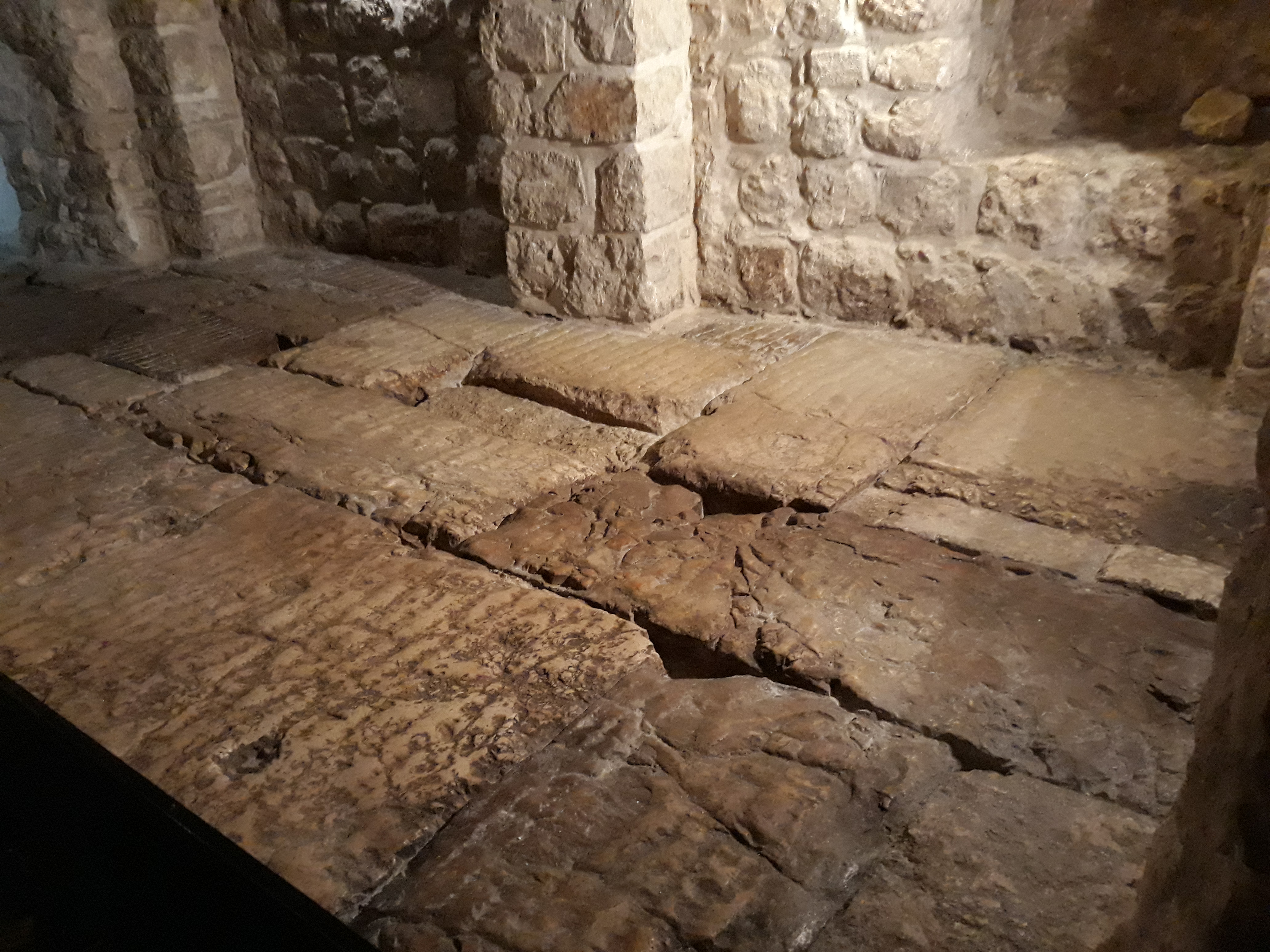
جباثا: كان يُعتقد أن الرصيف الروماني هو موقع محاكمة يسوع.

بحلول عام 1857، قررت ماري ألفونس راتيسبون، وهي يهودية فرنسية وملحدة سابقة تحولت إلى الكاثوليكية وأصبحت كاهنة، شراء الموقع وبدء دير.  بين عامي 1858 و1862، قام ببناء بازيليك (كنيسة إيس هومو)، التي تتداخل مع جزء من قوس البوابة. كما قام ببناء دار للأيتام للفتيات ومباني الدير القياسية الأخرى. وتمت إضافة مدرسة للبنات بها تلاميذ من جميع أنحاء الوطن العربي حتى عام 1967. وبما أن حجم الدير كان محدوداً، فقد اشترت الراهبات عدداً قليلاً من المنازل العربية المحيطة وأدمجتها في الدير. وسرعان ما افتتحوا مستوصفًا طبيًا في الموقع. نظرًا لتقديم دعم الدولة للأيتام من قبل الحكومة العثمانية وبعد ذلك (1948) من قبل الحكومة الإسرائيلية، استخدمت مباني دور الأيتام لأغراض دينية أخرى منذ عام 1967. يحتفظ الدير الآن بدار ضيافة ومكتبة.
يوجد أسفل الدير مساحة واسعة من الحجارة الرومانية. مع استمرار هذه، إلى حد أقل، في ظل كنيسة الإدانة، فقد أصبحت معروفة منذ عدة قرون. ويرجع ذلك جزئيًا إلى نقش لعبة قام بها الجنود الرومان اكتشفت في عام 1864 والتي تتضمن إعدام "ملك وهمي"، اعتقدت الراهبات أن أحجار البلاط هي تلك الموجودة في جباثا، والتي يصفها John 19:13 بأنها الموقع. حيث حكم بيلاطس البنطي في محاكمة يسوع. من الممكن أنه بعد تدميرها، إحضر بلاط الرصيف الخاص بقلعة أنطونيا إلى ساحة هادريان.